# René Voillaume
René Voillaume (* 19. Juli 1905 in Versailles; † 13. Mai 2003 in Aix-en-Provence) war ein französischer römisch-katholischer Priester und Ordensgründer.

## Leben
Im Alter von 21 Jahren las Voillaume die Biographie von René Bazin über den 1916 verstorbenen Charles de Foucauld, dessen Leben ihn begeisterte. 1925 trat er in das Noviziat der Weißen Väter in Algier ein und wurde 1929 in Paris zum Priester geweiht. Für weitere Studien ging er nach Paris, wo er 1931 zum Doktor der Theologie promoviert wurde. In Tunis schlossen sich Studien der arabischen Sprache an.
In der Basilika Sacre Coeur auf dem Montmartre gründete er am  8. September 1933 mit vier Männern die Gemeinschaft der Kleinen Brüder Jesu, die sich an den von Charles de Foucauld verfassten Regeln orientierten. Die junge Gemeinschaft ließ sich in El Abiodh in Algerien nieder, um dort ein kontemplatives Leben in der Wüste zu führen.
In El Golea, wo sich das Grab des seligen Charles de Foucauld befindet, traf P. René 1938  Kleine Schwester Magdeleine von Jesus, die ihm von ihrer Idee berichtete, eine Schwesterngemeinschaft zu gründen, die auf der Lebensweise des Seligen beruhte. Daraus entstanden die Kleinen Schwestern Jesu. 1956 gründete Voillaume die Kleinen Brüder vom Evangelium, einige Jahre später die Kleinen Schwestern vom Evangelium.
Im Februar 2018 empfahl Papst Franziskus den Priestern und Diakonen des Bistums Roms, das Werk La seconda chiamata. Il coraggio della fragilita, P. Renés zur Lektüre.

## Werke (Auswahl)
- Au Cœur des masses, Paris 1950 (dt.: Mitten in der Welt, Frankfurt 1955)
- Mitten in der Welt. Charles de Foucauld und seine Kleinen Brüder, Freiburg, Herder Verlag, 1960.
- Zeugnis für Christus in Armut, Freiburg, Herder Verlag, 1964.
- Botschaft vom Wege. Briefe weltnaher Bruderliebe., Freiburg, Herder Verlag, 1962